# 薛家古厝
薛家古厝位於臺灣高雄市左營區，於民國九十二年（2003年）2月26日公告為歷史建築，2014年8月11日以左營廍後薛家古厝之名公告為直轄市定古蹟。該建築曾入選高雄市歷史建築十景之一，現由財團法人高雄市左營區薛氏宗祠文教基金會負責管理，現今除仍有後代子孫居住外，也有部分租給外姓人家居住。

## 沿革
薛家祖先約在清康熙年間從福建省福州府福清縣來臺，最初住在鳳山縣赤山（今鳳山區北邊），傳至第五代薛九重（1772年－1846年）時，由於他的父母先後在他七歲與九歲時去世，成為孤兒的他便投靠住在今左營區廍後的姑母，替大戶人家幫傭，從此薛家在此定居發展。薛家在左營廍後地區除了務農、捕魚之外，也曾經營糧行與糖廍。
薛九重於嘉慶二十五年（1820年）興建古厝第一進之後，其子薛老（1811年－1886年）則在道光三十年（1850年）增建第二進，至於第三進則是到了日治時期的明治四十三年（1910年）才興建，大正十三年（1924年）時第三代薛利的長子薛占又增建了右外護龍。

## 建築特色
薛家古厝為傳統的閩南三進古厝，整體格局為三進三院雙護龍，佔地1400多坪，值得注意的是該古厝並非一氣呵成，而是歷經三代才完成。
古厝第一進使用石灰、黏土、土埆磚等蓋成，面寬五間，門額題著「河東」；第二進在30年後才加蓋，門額題著「梅魁」；第三進建材使用紅磚與半屏山的石灰石，門額亦題「河東」，而第三進也是保留較多原貌的一進。三進左右各設有廂房四間，而三進的立面均用立面裙堵作仿石基座，身堵、腰堵則是斗砌的紅磚，屋頂上則是紅色仰合瓦。古厝廂房的門額上題有「居仁」、「由義」、「禮門端」等字來勉勵後代子孫勤奮好學，亦有「得其所」、「占家祥」、「居之安」、「平安宅」等字來祈求後代居家平安。

## 外部連結
- 左營廍後薛家古厝——高雄市政府文化局